# Dischistodus melanotus
Dischistodus melanotus är en fiskart som först beskrevs av Bleeker, 1858.  Dischistodus melanotus ingår i släktet Dischistodus och familjen Pomacentridae. Inga underarter finns listade i Catalogue of Life.